# Ə
La letra e invertida o schwa (Ə, o ə) es una letra del alfabeto latino extendido. En el Alfabeto Fonético Internacional (IPA), la minúscula ə se utiliza para representar la vocal media central o el sonido schwa.
Fue usada por primera vez por Johann Andreas Schmeller para la vocal reducida al final de algunas palabras alemanas para sus trabajos de 1820 sobre los dialectos bávaros.

## Uso
Se ha utilizado en varios idiomas alrededor del mundo, incluidos el azerbaiyano, gottscheerish, harayo, adyghe, abenaki de Quebec y el dialecto hən̓q̓əmin̓əm̓ del halkomelem. Tanto la forma mayúscula como la minúscula de esta letra se basan en la forma de una e invertida, mientras que en el alfabeto pannigeriano la forma mayúscula es una E mayúscula reflejada: Ǝ.
También existe un superíndice en minúscula ᵊ que se usa para modificar la consonante precedente para que tenga una liberación con el sonido de vocal media central, aunque también se usa comúnmente para indicar una posible silabicidad de la siguiente sonorante, especialmente en transcripciones de inglés. Este último uso no es estándar.
En el alfabeto azerí, Ə representa la Vocal casi abierta anterior no redondeada, /æ/. La letra se utilizó en la propuesta del alfabeto latino checheno de 1992, donde representaba la oclusiva glotal, /ʔ/. También se utilizó en el alfabeto turco uniforme, por ejemplo en janalif para el idioma tártaro en las décadas de 1920 y 1930. Además, en romanización del pastún, la letra Ə se utiliza para representar [ə]. Cuando algunas ortografías soviéticas en alfabeto latino se convirtieron al alfabeto cirílico en las décadas de 1930 y 1940, esta letra se adoptó palabra por palabra.
En el alfabeto haraya, la letra representa /ə/.
En la transliteración latina del avéstico, la vocal larga correspondiente se escribe como schwa-macron, Ə̄ ə̄.
La vocal rótica se puede representar usando ɚ.
En la transcripción fonética se también se utiliza un schwa con un gancho retroflejo (ᶕ).
En el alfabeto cirílico existe también schwa (Ә	ә) y se ha usado en kazajo y calmuco donde representa una vocal casi abierta anterior no redondeada /æ/, así como en baskir, abjasio, udmurtio y otras lenguas de la antigua URSS.

### Para la neutralidad de género en italiano
Recientemente, el schwa también ha visto un mayor uso en el idioma italiano, reemplazando los sufijos de género del idioma, para mantener las palabras neutrales en cuanto al género. Por ejemplo, el uso de schwa en la palabra “tuttə” (todəs), en contraposición a “tutti” (todos). Este uso es controvertido y el presidente de la Accademia della Crusca se opone a su uso. La Accademia della Crusca respondió a una iniciativa del Comité de Igualdad de Oportunidades del Tribunal Supremo de Casación para la introducción del schwa en el lenguaje jurídico afirmando que "el lenguaje jurídico no es el lugar para experimentar con innovaciones lideradas por minorías que conducirían a irregularidades y idiolectos."

## Codificación digital
En Unicode la letra latina ocupa las posiciones U+018F y U+0259.
| Carácter      | Ə                          | Ə                          | ə                        | ə                        | ᵊ                           | ᵊ                           | ₔ                                  | ₔ                                  |
| ------------- | -------------------------- | -------------------------- | ------------------------ | ------------------------ | --------------------------- | --------------------------- | ---------------------------------- | ---------------------------------- |
| Unicode       | LATIN CAPITAL LETTER SCHWA | LATIN CAPITAL LETTER SCHWA | LATIN SMALL LETTER SCHWA | LATIN SMALL LETTER SCHWA | MODIFIER LETTER SMALL SCHWA | MODIFIER LETTER SMALL SCHWA | LATIN SUBSCRIPT SMALL LETTER SCHWA | LATIN SUBSCRIPT SMALL LETTER SCHWA |
| Codificación  | decimal                    | hex                        | decimal                  | hex                      | decimal                     | hex                         | decimal                            | hex                                |
| Unicode       | 399                        | U+018F                     | 601                      | U+0259                   | 7498                        | U+1D4A                      | 8340                               | U+2094                             |
| UTF-8         | 198 143                    | C6 8F                      | 201 153                  | C9 99                    | 225 181 138                 | E1 B5 8A                    | 226 130 148                        | E2 82 94                           |
| Ref. numérica | &#399;                     | &#x18F;                    | &#601;                   | &#x259;                  | &#7498;                     | &#x1D4A;                    | &#8340;                            | &#x2094;                           |

En cirílico también aparece codificada:
| Carácter      | Ә                             | Ә                             | ә                           | ә                           | Ӛ                                            | Ӛ                                            | ӛ                                          | ӛ                                          |
| ------------- | ----------------------------- | ----------------------------- | --------------------------- | --------------------------- | -------------------------------------------- | -------------------------------------------- | ------------------------------------------ | ------------------------------------------ |
| Unicode       | CYRILLIC CAPITAL LETTER SCHWA | CYRILLIC CAPITAL LETTER SCHWA | CYRILLIC SMALL LETTER SCHWA | CYRILLIC SMALL LETTER SCHWA | CYRILLIC CAPITAL LETTER SCHWA WITH DIAERESIS | CYRILLIC CAPITAL LETTER SCHWA WITH DIAERESIS | CYRILLIC SMALL LETTER SCHWA WITH DIAERESIS | CYRILLIC SMALL LETTER SCHWA WITH DIAERESIS |
| Codificación  | decimal                       | hex                           | decimal                     | hex                         | decimal                                      | hex                                          | decimal                                    | hex                                        |
| Unicode       | 1240                          | U+04D8                        | 1241                        | U+04D9                      | 1242                                         | U+04DA                                       | 1243                                       | U+04DB                                     |
| UTF-8         | 211 152                       | D3 98                         | 211 153                     | D3 99                       | 211 154                                      | D3 9A                                        | 211 155                                    | D3 9B                                      |
| Ref. numérica | &#1240;                       | &#x4D8;                       | &#1241;                     | &#x4D9;                     | &#1242;                                      | &#x4DA;                                      | &#1243;                                    | &#x4DB;                                    |

Dado que la codificación turca ISO/IEC fija de 8 bits no contiene ni Ə ni ə, en ocasiones se ha utilizado Ä ä para el idioma azerbaiyano, como en los idiomas tártaro y turcomano.
En Windows, los caracteres se pueden generar manteniendo presionada la tecla ⎇ Alt y presionando el número Unicode decimal respectivo, que se puede encontrar en la tabla (por ejemplo, 399, 601), en el teclado numérico precedido por un signo inicial.0. Con una clave de redacción de Linux, la letra minúscula se genera de forma predeterminada mediante Compose+e+e.